# 伦佐·拉努齐
伦佐·拉努齐（義大利語：Renzo Ranuzzi，1924年7月14日—2014年3月16日），生于博洛尼亚，意大利男子篮球运动员。他曾代表意大利参加1948年和1952年夏季奥林匹克运动会篮球比赛，均获得第十七名。